# Hypericum
- Commons
- Wikispecies

Hypericum é um género botânico pertencente à família Hypericaceae. Este gênero apresenta um distribuição quase mundial, faltando somente nas regiões tropicais baixas, nos desertos e nas regiões árticas.

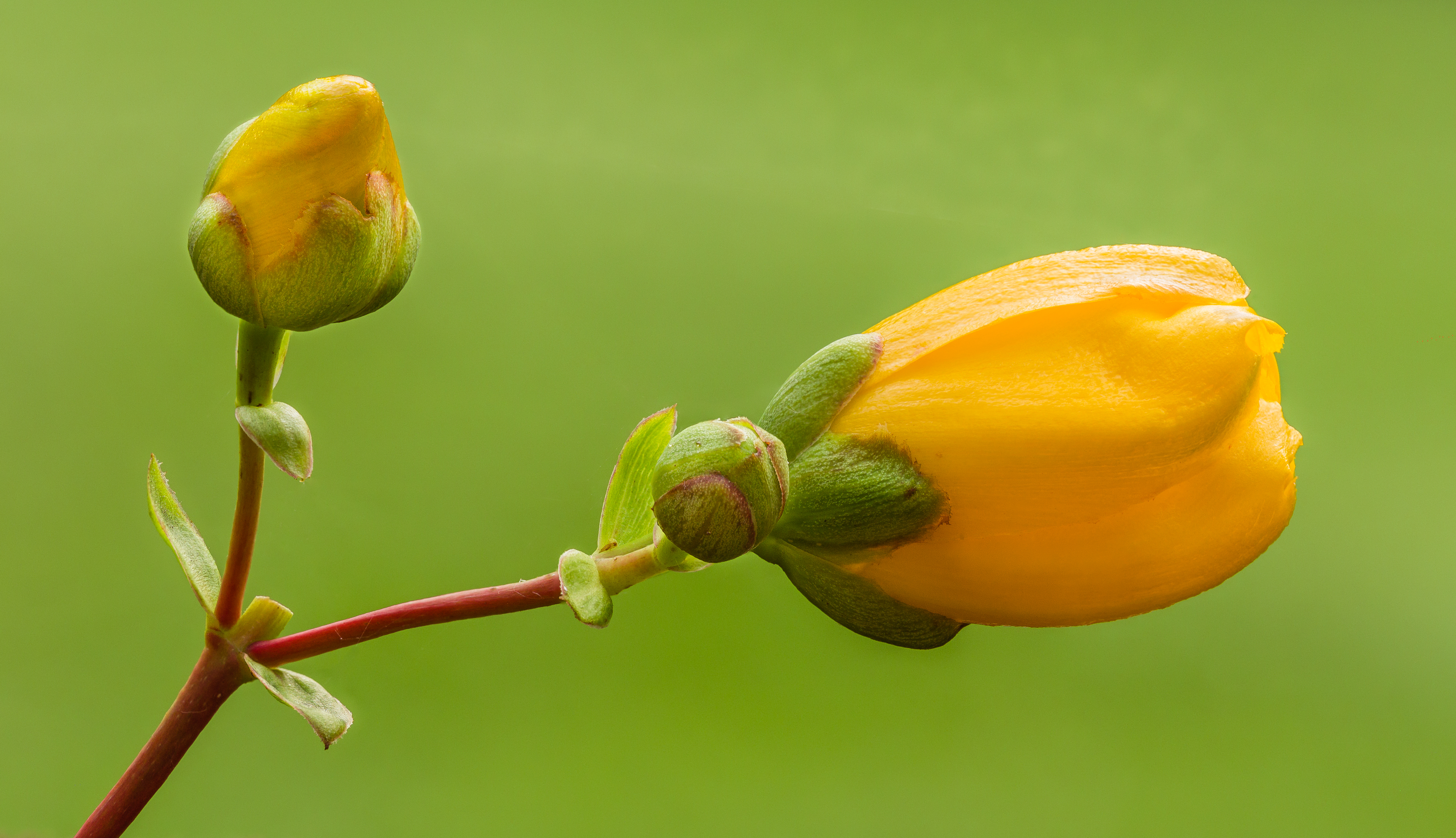
Três botões florais de um hipericão (Hypericum) em diferentes fases de desenvolvimento.

## Sinonímia
| - Adenotrias Jaub. & Spach - Androsaemum Duhamel - Androsemum Link - Ascyrum L. - Ascyrum Mill. - Lianthus N.Robson | - Olympia Spach - Sanidophyllum Small - Sarothra L. - Takasagoya Y.Kimura - Triadenia Spach |

## Principais espécies
O gênero é composto por por 1084 espécies. As principais espécies são:
| - Hypericum aciferum - Hypericum androsaemum - Hypericum bupleuroides - Hypericum calycinum - Hypericum elodes - Hypericum hirsutum - Hypericum huber-morathii - Hypericum lanceolatum - Hypericum maculatum | - Hypericum montanum - Hypericum nummularium - Hypericum perfoliatum - Hypericum perforatum - Hypericum pulchrum - Hypericum russeggeri |

## Lista completa das espécies
Hypericum abilianum 	Hypericum acerosum 	Hypericum aciculare
Hypericum aciferum 	Hypericum acmosepalum 	Hypericum acostanum
Hypericum acuminatum 	Hypericum acutifolium 	Hypericum acutisepalum
Hypericum acutum 	Hypericum adenocarpum 	Hypericum adenocladum
Hypericum adenophorum 	Hypericum adenophyllum 	Hypericum adenotrichum
Hypericum addingtonii 	Hypericum adpressum 	Hypericum adsharicum
Hypericum affine 	Hypericum afromontanum 	Hypericum afropalustre
Hypericum afrum 	Hypericum afzelii 	Hypericum aegiptium
Hypericum aegyptiacum 	Hypericum aegypticum 	Hypericum aegyptium
Hypericum alatum 	Hypericum albens 	Hypericum alpestre
Hypericum alpigenum 	Hypericum alpinum 	Hypericum alternifolium
Hypericum altissimum 	Hypericum amabile 	Hypericum amanum
Hypericum amariscinum 	Hypericum ambiguum 	Hypericum amblycalyx
Hypericum amblyocalyx 	Hypericum amblysepalum 	Hypericum amoenum
Hypericum amplexicaule 	Hypericum aemulans 	Hypericum anagallidifolium
Hypericum anagallidioides 	Hypericum anagalloides 	Hypericum anceps
Hypericum andinum 	Hypericum andjerinum 	Hypericum androsaemifolium
Hypericum androsaemoides 	Hypericum androsaemum 	Hypericum anglicum
Hypericum angulosum 	Hypericum angustatum 	Hypericum angustifolium
Hypericum annulatum 	Hypericum aphyllum 	Hypericum apiculatum
Hypericum apocynifolium 	Hypericum apollinis 	Hypericum appressum
Hypericum apricum 	Hypericum apterum 	Hypericum arborescens
Hypericum arboreum 	Hypericum arbuscula 	Hypericum ardasenovi
Hypericum arenarioides 	Hypericum argyi 	Hypericum aristarum
Hypericum armenum 	Hypericum arnoldianum 	Hypericum articulatum
Hypericum asahinae 	Hypericum assamicum 	Hypericum ascyroides

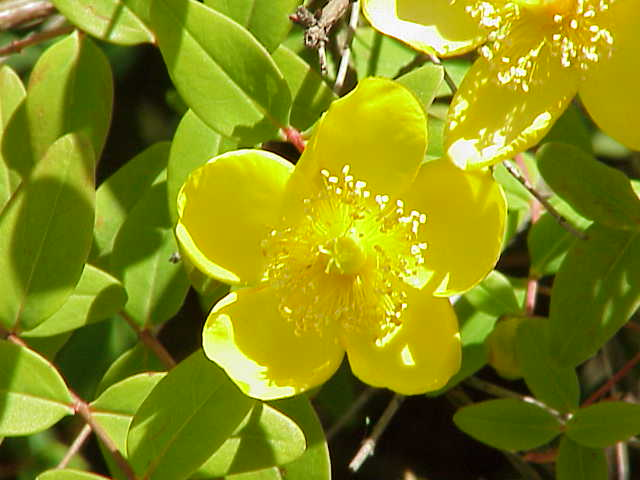
Hypericum moserianum

Hypericum ascyron 	Hypericum asiaticum 	Hypericum aspalathoides
Hypericum asperuloides 	Hypericum asperulum 	Hypericum asperum
Hypericum asplundii 	Hypericum assyriacum 	Hypericum attenuatum
Hypericum aethiopicum 	Hypericum athoum 	Hypericum atlanticum
Hypericum aetncum 	Hypericum atomarium 	Hypericum atropatanum
Hypericum aucheri 	Hypericum augustinii 	Hypericum aurantiacum
Hypericum aureum 	Hypericum australe 	Hypericum austroyunnanicum
Hypericum aviculariaefolium 	Hypericum aviculariifolium 	Hypericum axillare
Hypericum baccharoides 	Hypericum bacciferum 	Hypericum bacciforme
Hypericum balcanicum 	Hypericum baldaccii 	Hypericum balearicum
Hypericum balfourii 	Hypericum barbatum 	Hypericum bartramianum
Hypericum bartramium 	Hypericum baeticum 	Hypericum baumgartenianum
Hypericum baumii 	Hypericum beamanii 	Hypericum beanii
Hypericum beccarii 	Hypericum bellum 	Hypericum benghalense
Hypericum bellum 	Hypericum benghalense 	Hypericum bequaerti
Hypericum biflorum 	Hypericum bifurcatum 	Hypericum biondii
Hypericum bissellii 	Hypericum bithynicum 	Hypericum blentinense

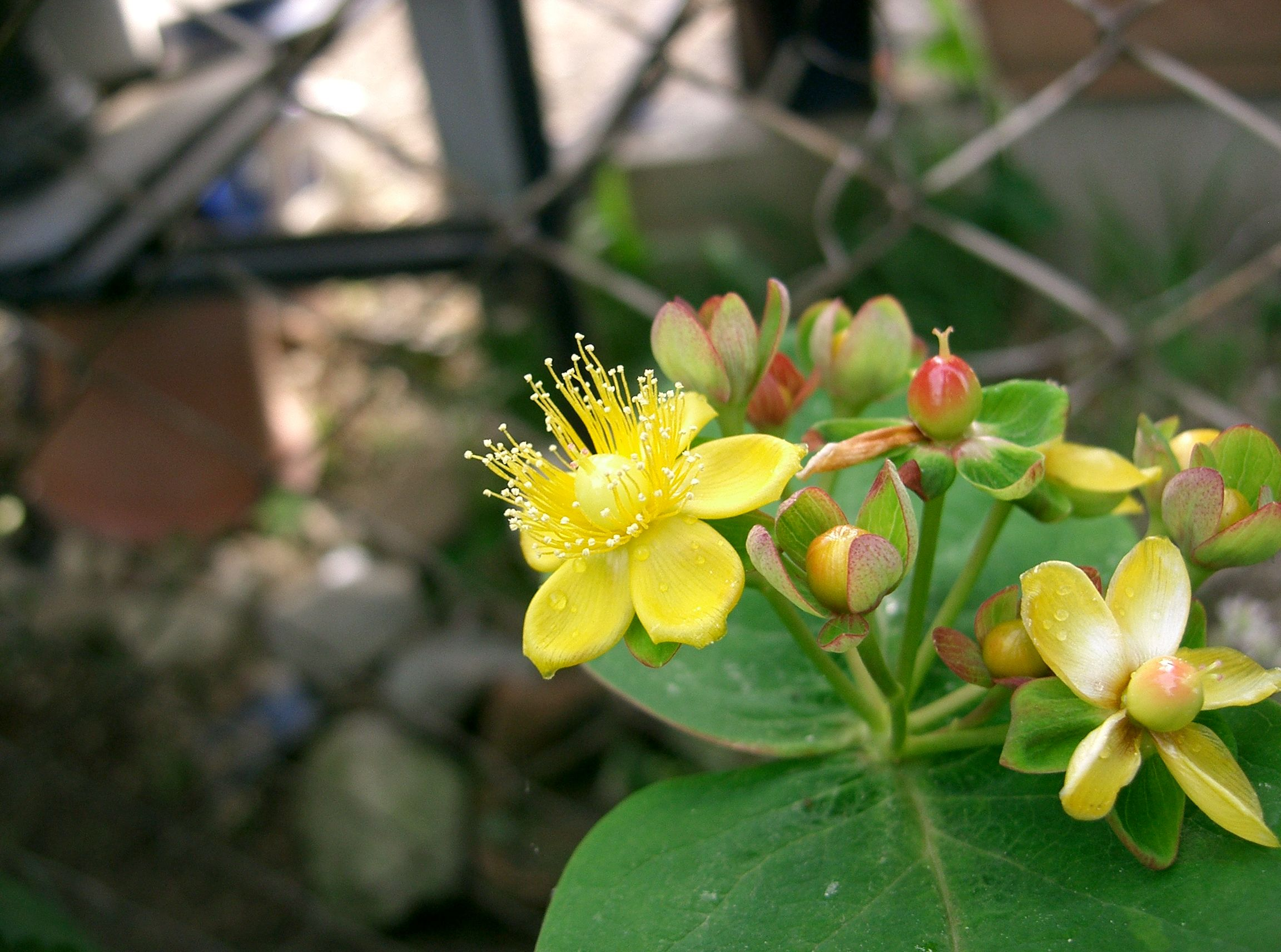
Hypericum androsaemum

Hypericum blontinense 	Hypericum bocconi 	Hypericum bodinieri
Hypericum bojerianum 	Hypericum bolivaricum 	Hypericum bolivianum
Hypericum bonaparteae 	Hypericum bonariense 	Hypericum bonatii
Hypericum borbasii 	Hypericum boreale 	Hypericum boeticum
Hypericum bourgaei 	Hypericum brachycalycinum 	Hypericum brachyphyllum
Hypericum bracteatum 	Hypericum brasiliense 	Hypericum brathydium
Hypericum brathys 	Hypericum breviflorum 	Hypericum brevistylum
Hypericum bryoides 	Hypericum bryophytum 	Hypericum buckleii
Hypericum buckleyi 	Hypericum bulgaricum 	Hypericum bupleuroides
Hypericum burmanicum 	Hypericum burseri 	Hypericum buschianum
Hypericum byzantinum 	Hypericum cajennense 	Hypericum calabricum
Hypericum callacallanum 	Hypericum calcicola 	Hypericum callianthum
Hypericum callithyrsum 	Hypericum calycatum 	Hypericum calycinum
Hypericum cambessedesii 	Hypericum campanulatum 	Hypericum campestre
Hypericum campylopus 	Hypericum camtschaticum 	Hypericum canadense
Hypericum canariense 	Hypericum canescens 	Hypericum capitatum
Hypericum caprifoliatum 	Hypericum caprifolium 	Hypericum caracasanum

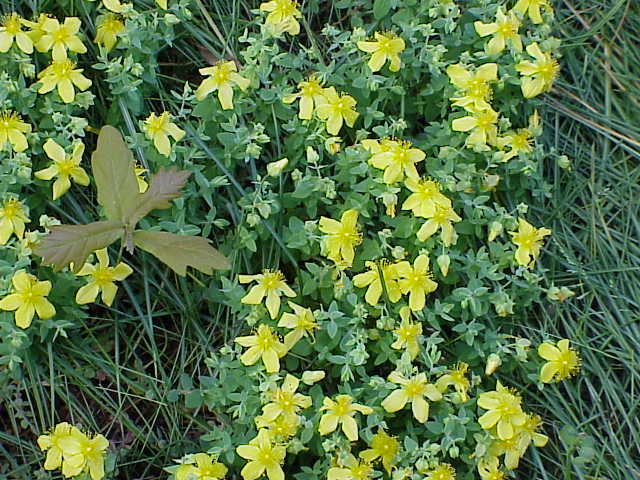
Hypericum cerastoides

Hypericum carbonelli 	Hypericum carbonellii 	Hypericum cardiophyllum
Hypericum cardonae 	Hypericum carinatum 	Hypericum carinosum
Hypericum carinthiacum 	Hypericum carneum 	Hypericum carpaticum
Hypericum cassiopiforme 	Hypericum cassium 	Hypericum caespitosum
Hypericum castellanoi 	Hypericum caucasicum 	Hypericum cavaleriei
Hypericum cavernicola 	Hypericum cayanense 	Hypericum cayennense
Hypericum centiflorum 	Hypericum cerastoides 	Hypericum cernuum
Hypericum cervantesii 	Hypericum chamaecaulon 	Hypericum chamaemyrtus
Hypericum chamaenerium 	Hypericum chapmanii 	Hypericum chapmannii
Hypericum chilense 	Hypericum chinense 	Hypericum chlaraefolium
Hypericum chloraefolium 	Hypericum choisianum 	Hypericum choji
Hypericum christii 	Hypericum chrysostictum 	Hypericum chrysothyrsum
Hypericum ciliatum 	Hypericum cistifolium 	Hypericum citrinum
Hypericum coadunatum 	Hypericum cochinchinense 	Hypericum coccineum
Hypericum cohaerens 	Hypericum collenetteae 	Hypericum collinum
Hypericum comorcose 	Hypericum commutatum 	Hypericum connatum

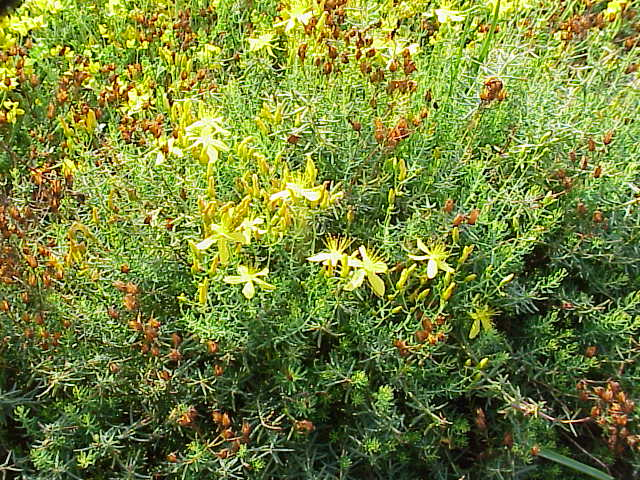
Hypericum coris

Hypericum concinnum 	Hypericum confertissimum 	Hypericum confertum
Hypericum confusum 	Hypericum conjunctum 	Hypericum conjungens
Hypericum conrauanum 	Hypericum consimile 	Hypericum constanzae
Hypericum cordatum 	Hypericum cordifolium 	Hypericum cordiforme
Hypericum addingtonii 	Hypericum adpressum 	Hypericum adsharicum
Hypericum coriaceum 	Hypericum corifolium 	Hypericum coris
Hypericum corsicum 	Hypericum corymbosum 	Hypericum costaricense
Hypericum crassifolium 	Hypericum crenulalum 	Hypericum creticum
Hypericum crispum 	Hypericum crux 	Hypericum cryptopetalum
Hypericum cuatrecasii 	Hypericum cubense 	Hypericum cuisini
Hypericum cumulicola 	Hypericum cuneatum 	Hypericum curvisepalum
Hypericum cuspidatum 	Hypericum cyathiflorum 	Hypericum cyathifolium
Hypericum cyclosepalum 	Hypericum cymbiferum 	Hypericum cymobrathys
Hypericum cymosum 	Hypericum daliense 	Hypericum davisii
Hypericum dawsonianum 	Hypericum debile 	Hypericum decaisneanum
Hypericum decandrum 	Hypericum decipiens 	Hypericum decorticans
Hypericum decumbens 	Hypericum decussatum 	Hypericum degeneri

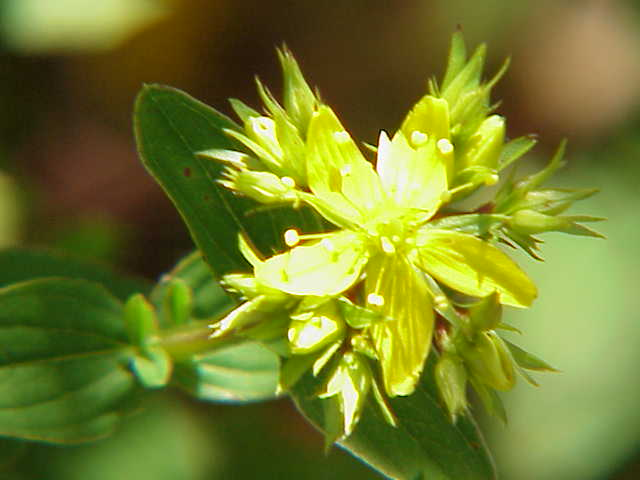
Hypericum elegans

Hypericum degenii 	Hypericum deidesheimense 	Hypericum delavayi
Hypericum delphicum 	Hypericum delphinense 	Hypericum densiflorum
Hypericum dentatum 	Hypericum denticulatum 	Hypericum dentiferum
Hypericum denudatum 	Hypericum depilatum 	Hypericum desetangsii
Hypericum dichotomum 	Hypericum dielsii 	Hypericum diffusum
Hypericum dimoniei 	Hypericum diosmoides 	Hypericum dissimulatum
Hypericum diversifolium 	Hypericum dodonaei 	Hypericum dogonbadanicum
Hypericum dolabriforme 	Hypericum dominii 	Hypericum drummondii
Hypericum dubium 	Hypericum dummeri 	Hypericum dyeri
Hypericum eastwoodianum 	Hypericum edisonianum 	Hypericum ekmanii
Hypericum elatoides 	Hypericum elatum 	Hypericum electrocarpum
Hypericum elegans 	Hypericum elegantissimum 	Hypericum eleonorae
Hypericum ellipticifolium 	Hypericum ellipticum 	Hypericum elodeoides
Hypericum elodes 	Hypericum elongatum 	Hypericum emarginatum
Hypericum empetrifolium 	Hypericum enneandrum 	Hypericum enodes
Hypericum epigeium 	Hypericum erectum 	Hypericum ericaefolium
Hypericum ericifolium 	Hypericum ericoides 	Hypericum erythraeae

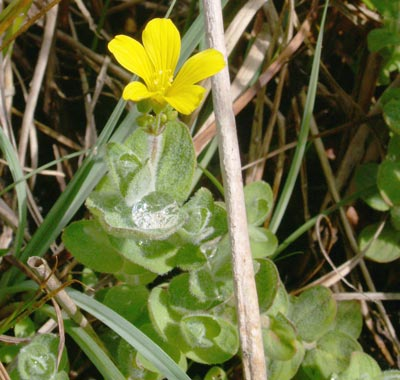
Hypericum elodes

Hypericum espinalii 	Hypericum esquirolii 	Hypericum eugeniaefolium
Hypericum euphorbiaefolium 	Hypericum euphorbioides 	Hypericum excelsum
Hypericum exiguum 	Hypericum exile 	Hypericum faberi
Hypericum fallax 	Hypericum fasciculatum 	Hypericum fastigiatum
Hypericum fauriei 	Hypericum ferrugineum 	Hypericum fieldianum
Hypericum fieriense 	Hypericum filicaule 	Hypericum fimbriatum
Hypericum fissurale 	Hypericum flaccidum 	Hypericum floribundum
Hypericum floridum 	Hypericum foliosissimum 	Hypericum foliosum
Hypericum forrestii 	Hypericum formosanum 	Hypericum formosissimum
Hypericum formosum 	Hypericum foetidum 	Hypericum fragile
Hypericum fraseri 	Hypericum frondosum 	Hypericum fujisanense
Hypericum fukudae 	Hypericum fulgidum 	Hypericum fursei
Hypericum fuertesii 	Hypericum gaitii 	Hypericum galiifolium
Hypericum galiiforme 	Hypericum galinum 	Hypericum galioides
Hypericum ganjuense 	Hypericum garciae 	Hypericum garrettii
Hypericum gebleri 	Hypericum geminiflorum 	Hypericum gentianoides
Hypericum gheiwense 	Hypericum giraldii 	Hypericum gladiatum
Hypericum glandulosum 	Hypericum glaucum 	Hypericum gleasonii
Hypericum globuliferum 	Hypericum glomeratum 	Hypericum gnidiaefolium
Hypericum gnidioides 	Hypericum goehringianum 	Hypericum govanianum

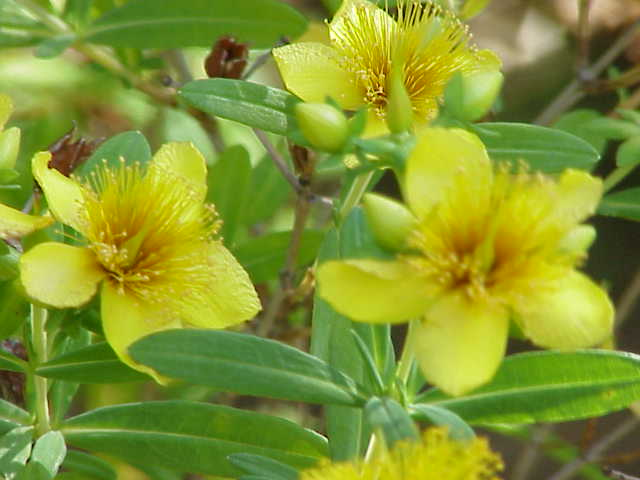
Hypericum kalmianum

Hypericum goyanesii 	Hypericum gracile 	Hypericum gracillimum
Hypericum gracilipes 	Hypericum gramineum 	Hypericum grandiflorum
Hypericum grandifolium 	Hypericum graveolens 	Hypericum griffithii
Hypericum grisebachii 	Hypericum groenlandicum 	Hypericum grossheimii
Hypericum guianense 	Hypericum guineense 	Hypericum gumbletoni
Hypericum gymnanthum 	Hypericum gyropodioides 	Hypericum habbemense
Hypericum hachijyoense 	Hypericum hakonense 	Hypericum haplophylloides
Hypericum harlingii 	Hypericum harperi 	Hypericum hartwegii
Hypericum havvae 	Hypericum hayachinense 	Hypericum hayatae
Hypericum hecatophyllum 	Hypericum hedyotifolium 	Hypericum heldreichii
Hypericum helianthemoides 	Hypericum helodes 	Hypericum helodeum
Hypericum hellwigii 	Hypericum hemsleyanum 	Hypericum hengshanense
Hypericum henryi 	Hypericum heterophyllum 	Hypericum heterostylum
Hypericum heuffieri 	Hypericum hilaireanum 	Hypericum himalaicum
Hypericum hintoni 	Hypericum hircinum 	Hypericum hirsutum
Hypericum hirtellum 	Hypericum hookerianum 	Hypericum holtoni
Hypericum hondurasense 	Hypericum horridum 	Hypericum horizontale

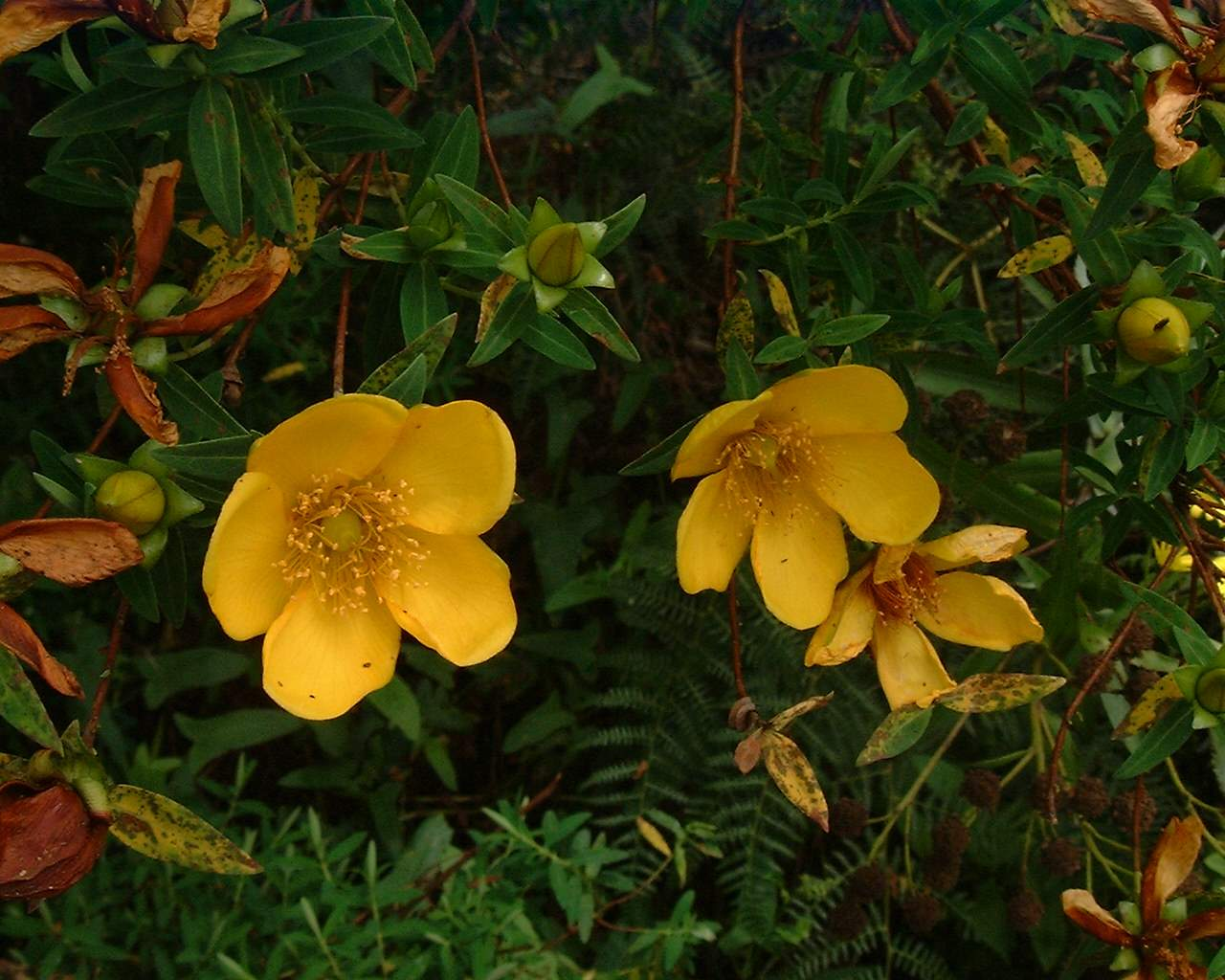
Hypericum lanceolatum

Hypericum huber 	Hypericum humbertii 	Hypericum humboldtii
Hypericum humboldtianum 	Hypericum humifusum 	Hypericum hyparcticum
Hypericum hypericoides 	Hypericum hyssopifolium 	Hypericum hyugamontanum
Hypericum ilicianum 	Hypericum immaculatum 	Hypericum imbricatum
Hypericum impunctatum 	Hypericum incertum 	Hypericum incurvum
Hypericum indecorum 	Hypericum indeoorum 	Hypericum inodorum
Hypericum insulare 	Hypericum interior 	Hypericum intermedium
Hypericum involutum 	Hypericum irazuense 	Hypericum isophyllum
Hypericum iwabuchii 	Hypericum iwakiense 	Hypericum iwate
Hypericum jahnii 	Hypericum jakusimense 	Hypericum jankae
Hypericum japonicum 	Hypericum jaramilloi 	Hypericum jauberti
Hypericum javanicum 	Hypericum joerstadii 	Hypericum jovis
Hypericum juniperinum 	Hypericum jussiaei 	Hypericum kalmii
Hypericum kalmianum 	Hypericum kamtschaticum 	Hypericum kanae
Hypericum karjaginii 	Hypericum karsianum 	Hypericum kazdaghense
Hypericum kelleri 	Hypericum kellerii 	Hypericum kemense
Hypericum keniense 	Hypericum kiboense 	Hypericum killipii
Hypericum kiloense 	Hypericum kinashianum 	Hypericum kingdonii
Hypericum kirilowii 	Hypericum kiusianum 	Hypericum kohlianum
Hypericum komarovii 	Hypericum koshiense 	Hypericum kotoliani
Hypericum kotschyanum 	Hypericum kouytchense 	Hypericum kunaianum
Hypericum kurdicum 	Hypericum kurikomense 	Hypericum kushakuense
Hypericum lacei 	Hypericum lackeyi 	Hypericum lagarocladum
Hypericum lalandii 	Hypericum lanatum 	Hypericum lancasteri

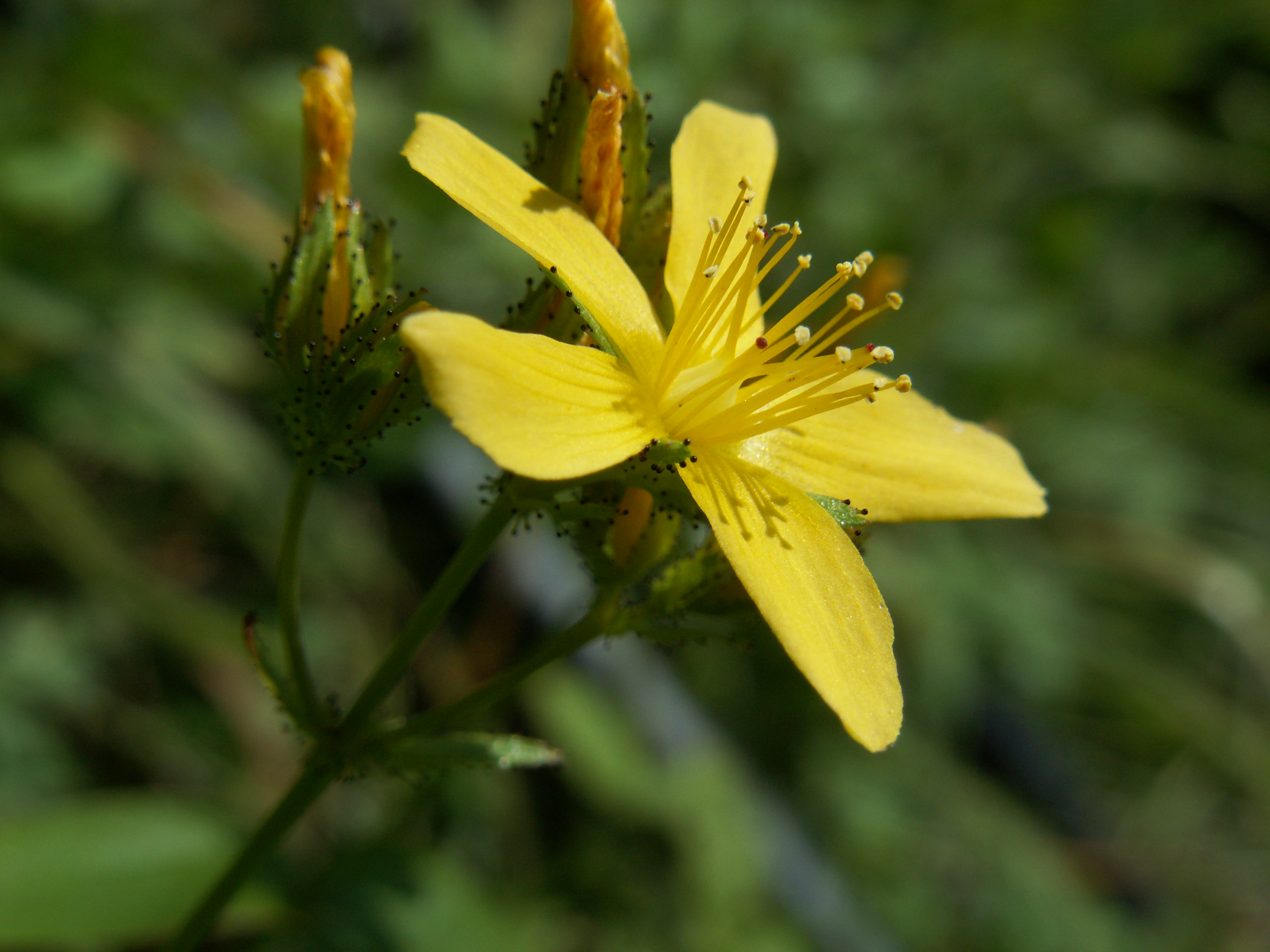
Hypericum montanum

Hypericum lanceolatum 	Hypericum lancifolium 	Hypericum lancioides
Hypericum llanganaticum 	Hypericum lanuginosum 	Hypericum lanuriense
Hypericum laricifolium 	Hypericum laricoides 	Hypericum laschii
Hypericum lasianthus 	Hypericum lateriflorum 	Hypericum latifolium
Hypericum laurifolium 	Hypericum lauriforme 	Hypericum laurocerasifolium
Hypericum laeve 	Hypericum laxiusculum 	Hypericum laxum
Hypericum leconteanum 	Hypericum ledifolium 	Hypericum legrandii
Hypericum leichtinii 	Hypericum leprosiforme 	Hypericum leprosum
Hypericum leptocladum 	Hypericum leptophyllum 	Hypericum leersii
Hypericum leschenaultii 	Hypericum leucoptychodes 	Hypericum leucoptycodes
Hypericum lhotskyanum 	Hypericum libanoticum 	Hypericum liebmannii
Hypericum ligustrinum 	Hypericum limosum 	Hypericum linarifolium
Hypericum linarioides 	Hypericum lindenii 	Hypericum linearifolium
Hypericum linearioides 	Hypericum lineolatum 	Hypericum linoides
Hypericum liottardii 	Hypericum lissophloeus 	Hypericum lobbii
Hypericum lobocarpum 	Hypericum loheri 	Hypericum lojense
Hypericum longibracteatum 	Hypericum longifolium 	Hypericum longistylum
Hypericum lorentii 	Hypericum lorentzianum 	Hypericum losae
Hypericum loureiroi 	Hypericum loxense 	Hypericum lloydii
Hypericum lucidum 	Hypericum ludlowii 	Hypericum lungusum
Hypericum luristanicum 	Hypericum lusitanicum 	Hypericum lutchuense
Hypericum lycopodioides 	Hypericum lydium 	Hypericum lygophyllum
Hypericum lysimachioides 	Hypericum lythrifolium 	Hypericum macedonicum

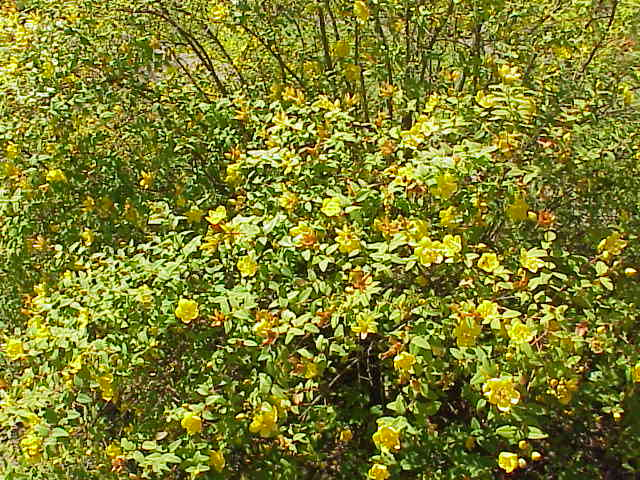
Hypericum moserianum

Hypericum macgregorii 	Hypericum maclarenii 	Hypericum macrocalyx
Hypericum macrocarpum 	Hypericum macrosepalum 	Hypericum maculatum
Hypericum madagascariense 	Hypericum magdalenicum 	Hypericum magniflorum
Hypericum maguirei 	Hypericum mairei 	Hypericum majus
Hypericum makinoi 	Hypericum malatyanum 	Hypericum maleevii
Hypericum marahuacanum 	Hypericum marginatum 	Hypericum maritimum
Hypericum martense 	Hypericum marylandicum 	Hypericum maesicum
Hypericum matangense 	Hypericum matsumurae 	Hypericum matudae
Hypericum matudai 	Hypericum medium 	Hypericum megapotamicum
Hypericum melanostictum 	Hypericum meridense 	Hypericum meridionale
Hypericum metroi 	Hypericum mexicanum 	Hypericum michauxii
Hypericum micranthum 	Hypericum microcalycinum 	Hypericum microlicioides
Hypericum microphyllum 	Hypericum microsepalum 	Hypericum millefolium
Hypericum milleporum 	Hypericum millepunctatum 	Hypericum milne
Hypericum minus 	Hypericum minutum 	Hypericum mitchellianum
Hypericum miyabei 	Hypericum modestum 	Hypericum momoseanum
Hypericum monadenum 	Hypericum monanthemum 	Hypericum monogynum
Hypericum montanum 	Hypericum montbretii 	Hypericum moranense

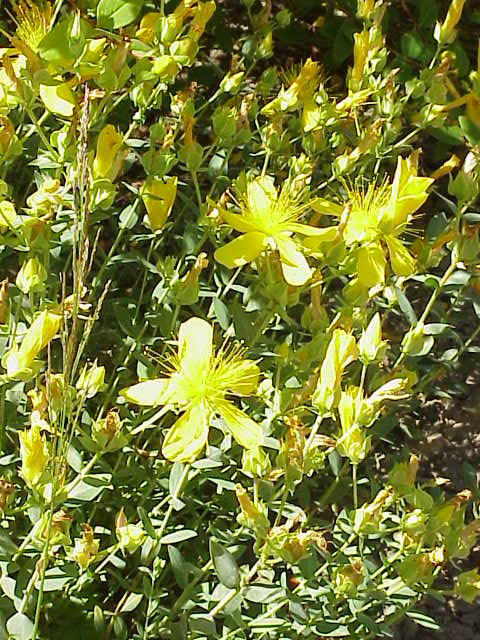
Hypericum olympicus

Hypericum morarense 	Hypericum mororanense 	Hypericum moseranum
Hypericum moserianum 	Hypericum moesicum 	Hypericum multicaule
Hypericum multiflorum 	Hypericum muraianum 	Hypericum muscoides
Hypericum muticum 	Hypericum mutiloides 	Hypericum mutilum
Hypericum mutisianum 	Hypericum myrianthum 	Hypericum myricarifolium
Hypericum myricariifolium 	Hypericum myriotrichum 	Hypericum myrtifolium
Hypericum myrtilloides 	Hypericum mysorense 	Hypericum mysurense
Hypericum nabelekii 	Hypericum nagasawai 	Hypericum nakaii
Hypericum nakaianum 	Hypericum nakamurai 	Hypericum nambuense
Hypericum nanum 	Hypericum napaulense 	Hypericum natalensis
Hypericum naudinianum 	Hypericum neapolitanum 	Hypericum nepalense
Hypericum neriifolium 	Hypericum nervatum 	Hypericum nervosum
Hypericum neurocalycinum 	Hypericum nigricans 	Hypericum nigropunctatum
Hypericum nikkoense 	Hypericum nitidum 	Hypericum noeanum
Hypericum nokoense 	Hypericum nordmanni 	Hypericum nortonae
Hypericum nortoniae 	Hypericum norysca 	Hypericum nothum
Hypericum notiale 	Hypericum novi 	Hypericum nubigenum

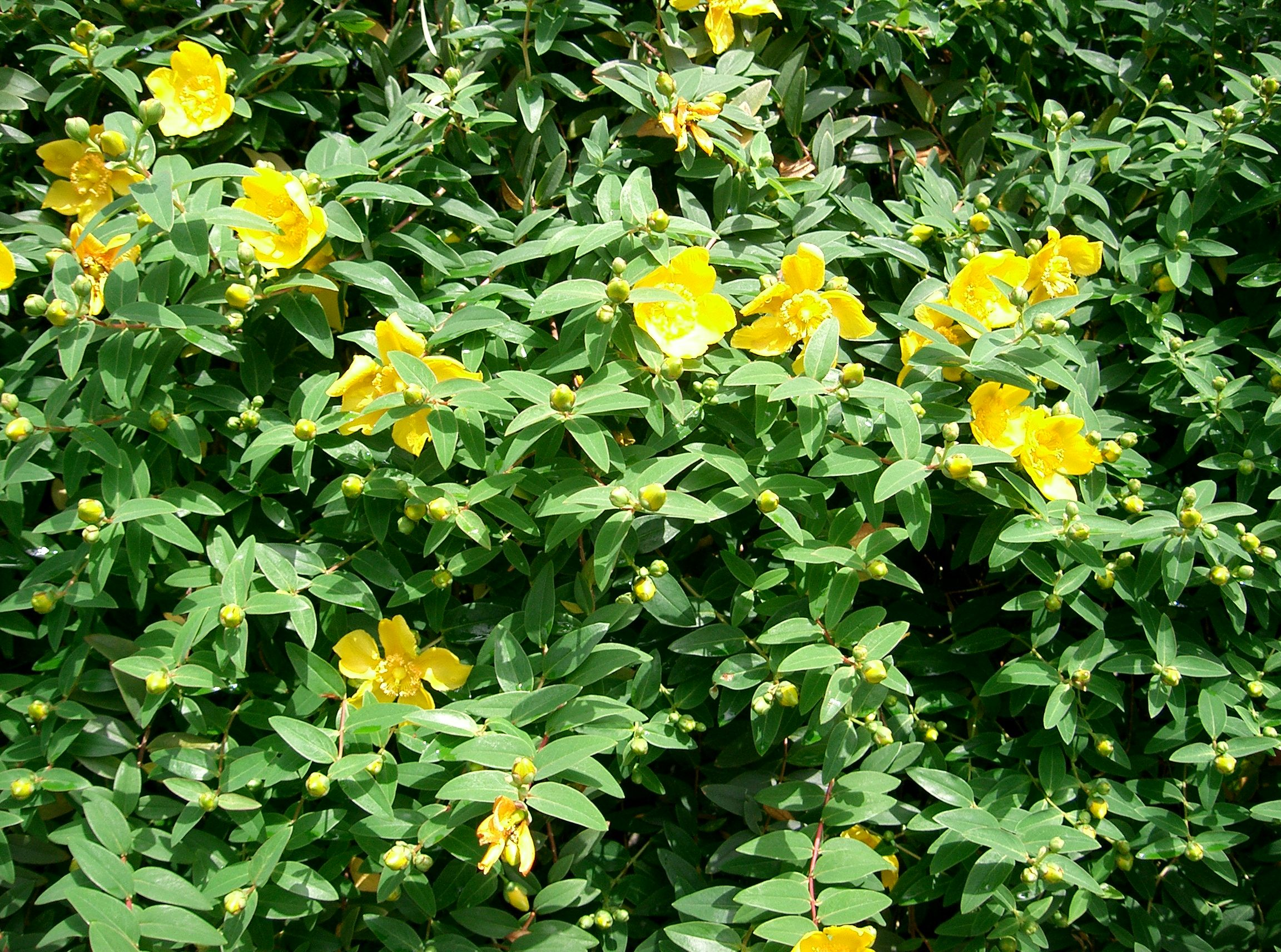
Hypericum patulum

Hypericum nudicaule 	Hypericum nudiflorum 	Hypericum nummulariaefolium
Hypericum nummularioides 	Hypericum nummularium 	Hypericum nuttallii
Hypericum oaxacum 	Hypericum oblongifolium 	Hypericum oblongigolium
Hypericum obovatum 	Hypericum obtusatum 	Hypericum obtusifolium
Hypericum obtusum 	Hypericum officinale 	Hypericum officinalis
Hypericum officinarum 	Hypericum oklahomense 	Hypericum oligandrum
Hypericum oliganthemum 	Hypericum oliganthum 	Hypericum olivieri
Hypericum olympicum 	Hypericum opacum 	Hypericum ophiticola
Hypericum orbiculare 	Hypericum orientale 	Hypericum origanifolium
Hypericum oshimaense 	Hypericum otaruense 	Hypericum ovalifolium
Hypericum pachyphyllum 	Hypericum pallens 	Hypericum paludosum
Hypericum palustre 	Hypericum pamphylicum 	Hypericum paniculatum
Hypericum papillare 	Hypericum papillosum 	Hypericum paposanum
Hypericum papuanum 	Hypericum paradoxum 	Hypericum paraguense
Hypericum parallelum 	Hypericum paramitanum 	Hypericum paramushirense
Hypericum parviflorum 	Hypericum parvulum 	Hypericum patentissimum
Hypericum patulum 	Hypericum pauciflorum 	Hypericum paucifolium
Hypericum pedersenii 	Hypericum pedicellare 	Hypericum pedunculatum
Hypericum pedunculosum 	Hypericum pelleterianum 	Hypericum peninsulare

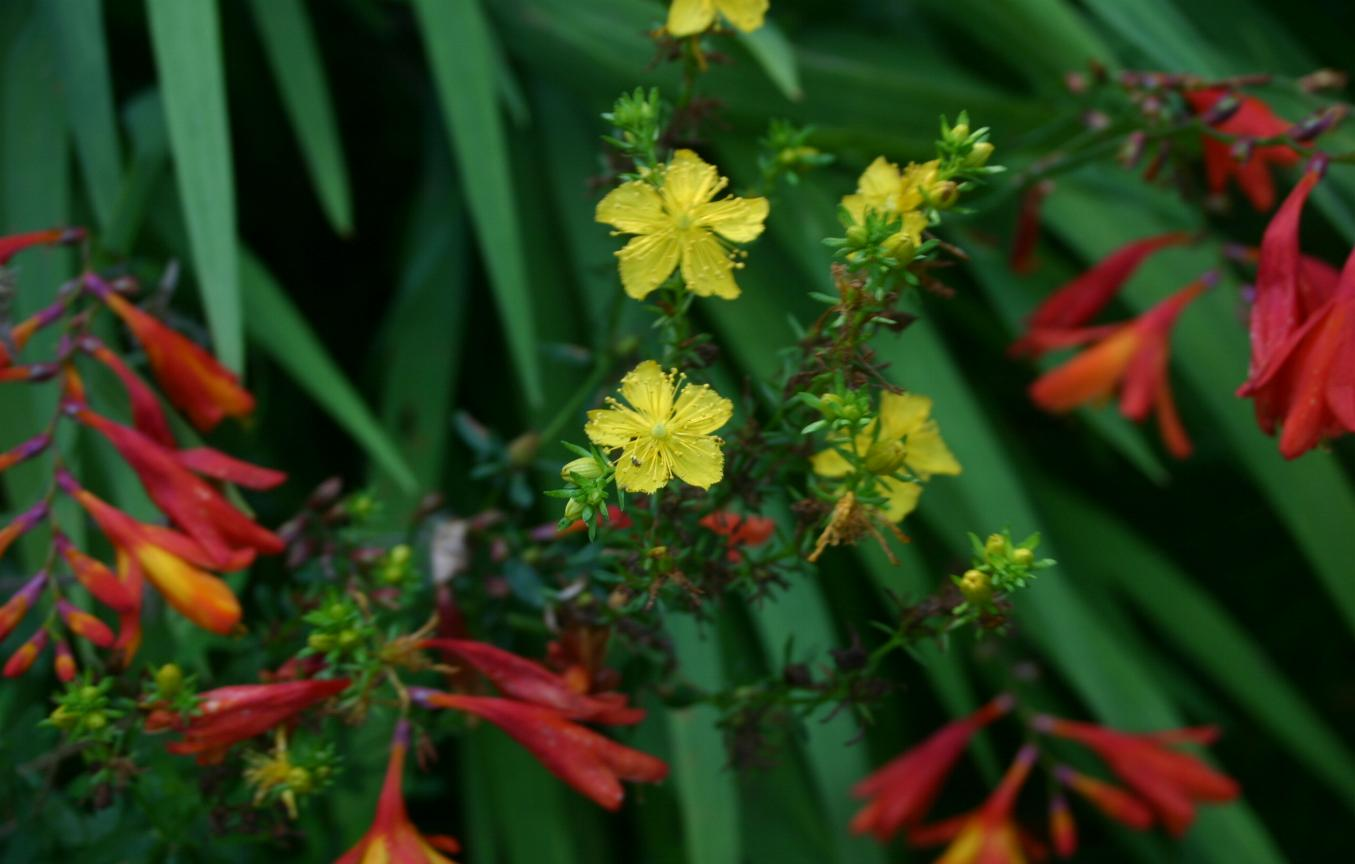
Hypericum perforatum

Hypericum pentandrum 	Hypericum penthorodes 	Hypericum penticosia
Hypericum peplidifolium 	Hypericum perfoliatum 	Hypericum perforatum
Hypericum perrieri 	Hypericum perplexum 	Hypericum persicum
Hypericum peshmenii 	Hypericum pestalozzae 	Hypericum petiolatum
Hypericum petiolulatum 	Hypericum phellos 	Hypericum philonotis
Hypericum pilosum 	Hypericum pimeleoides 	Hypericum pimentifolium
Hypericum pinetorum 	Hypericum piriai 	Hypericum plasonii
Hypericum platypetalum 	Hypericum platyphyllum 	Hypericum platysepalum
Hypericum pleiostylum 	Hypericum podocarpoides 	Hypericum polyanthemum
Hypericum polycladum 	Hypericum polygonifolium 	Hypericum polyphyllum
Hypericum ponticum 	Hypericum porphyrandrum 	Hypericum portoricense
Hypericum praedonum 	Hypericum pratense 	Hypericum prattii
Hypericum preussii 	Hypericum prietoi 	Hypericum pringlei
Hypericum procumbens 	Hypericum prolificum 	Hypericum prostratum
Hypericum pruinatum 	Hypericum prunifolium 	Hypericum przewalskii
Hypericum pseudo 	Hypericum pseudobrathys 	Hypericum pseudocaracasanum

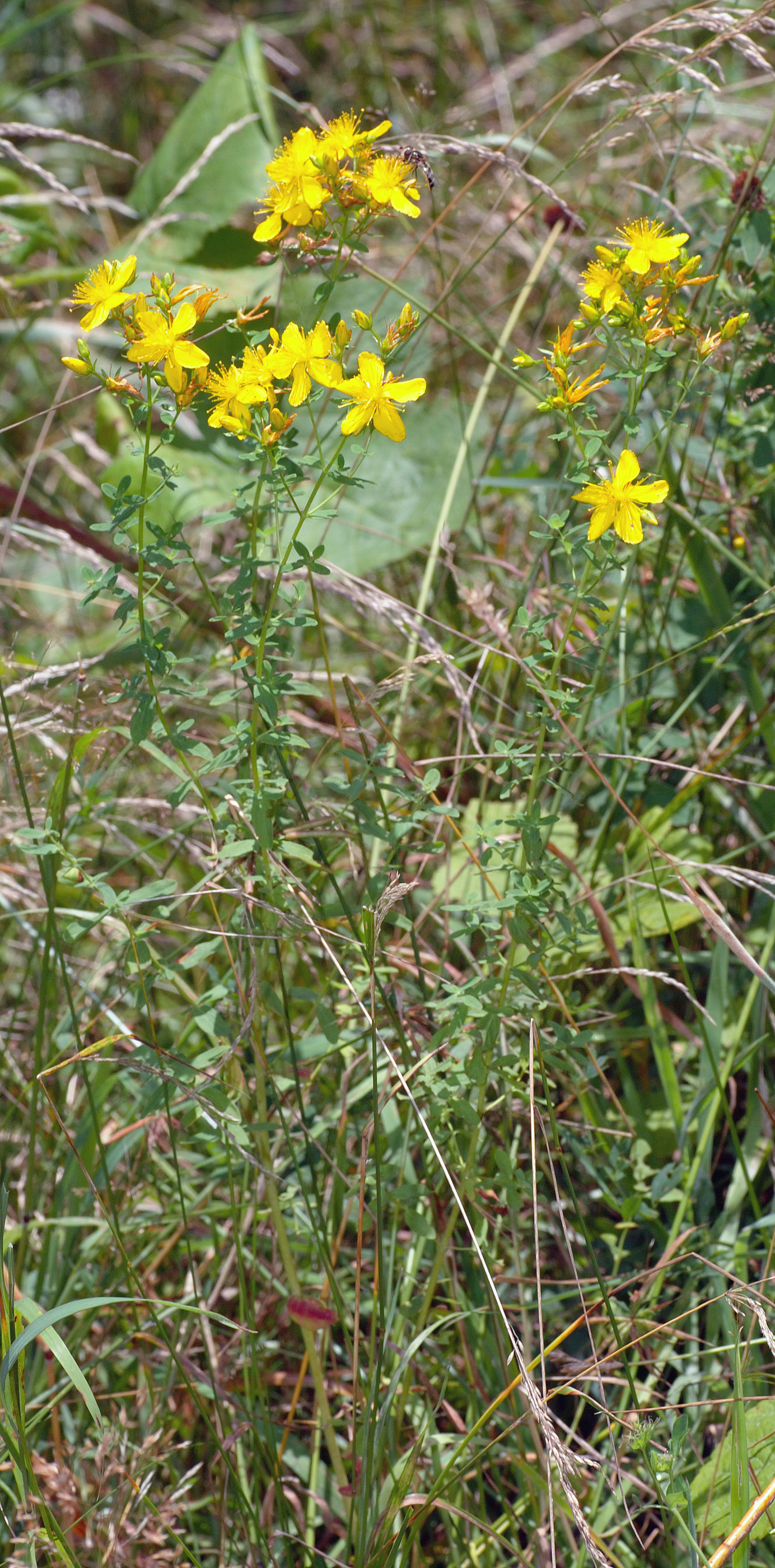
Hypericum pulchrum

Hypericum pseudohenryi 	Hypericum pseudolaeve 	Hypericum pseudomaculatum
Hypericum pseudonikkoense 	Hypericum pseudopetiolatum 	Hypericum pseudotenellum
Hypericum psilophytum 	Hypericum ptarmicaefolium 	Hypericum pubescens
Hypericum pulchellum 	Hypericum pulchrum 	Hypericum pulogense
Hypericum pulverulentum 	Hypericum pumilio 	Hypericum pumilum
Hypericum pumillum 	Hypericum punctatum 	Hypericum punctulatum
Hypericum punctulosum 	Hypericum punense 	Hypericum pusillum
Hypericum pustulosum 	Hypericum pycnophyllum 	Hypericum pyramidatum
Hypericum quadrangulare 	Hypericum quadrangulatum 	Hypericum quadrangulum
Hypericum quadratum 	Hypericum quadrialatum 	Hypericum quadrifarium
Hypericum quadrifolium 	Hypericum quartinianum 	Hypericum quinquenervium
Hypericum quitense 	Hypericum racemosum 	Hypericum racemulosum
Hypericum radicans 	Hypericum ramosissimum 	Hypericum randaiense
Hypericum rariflorum 	Hypericum recognitum 	Hypericum recurvum
Hypericum reductum 	Hypericum reflexum 	Hypericum relictum
Hypericum repandum 	Hypericum repens 	Hypericum reptans
Hypericum resinosum 	Hypericum reticulatum 	Hypericum retusum
Hypericum revolutum 	Hypericum rhodopeum 	Hypericum richeri
Hypericum rigidum 	Hypericum rigorosum 	Hypericum rimbachianum
Hypericum riparium 	Hypericum rivulare 	Hypericum roberti
Hypericum rochelii 	Hypericum roeperanum 	Hypericum roeperianum
Hypericum roraimense 	Hypericum rosmarinifolium 	Hypericum rostratum
Hypericum rotundatum 	Hypericum rubritinctum 	Hypericum rubropunctatum
Hypericum rubrum 	Hypericum rufescens 	Hypericum rugelianum
Hypericum rumeliacum 	Hypericum rumelicum 	Hypericum rupestre
Hypericum ruscoides 	Hypericum rutilum 	Hypericum ruwenzoriense
Hypericum sabinaeforme 	Hypericum sachalhense 	Hypericum sagittifolium
Hypericum salicaria 	Hypericum salicifolium 	Hypericum salsolaefolium
Hypericum salsugineum 	Hypericum salvadorense 	Hypericum samaniense
Hypericum sampsoni 	Hypericum sancti 	Hypericum sanctum
Hypericum sanguineum 	Hypericum sarothra 	Hypericum saruwagedicum
Hypericum saturejaefolium 	Hypericum saxifragum 	Hypericum scabrellum
Hypericum scabridum 	Hypericum scabroides 	Hypericum scabrum
Hypericum scallanii 	Hypericum scaturiginum 	Hypericum schaffneri

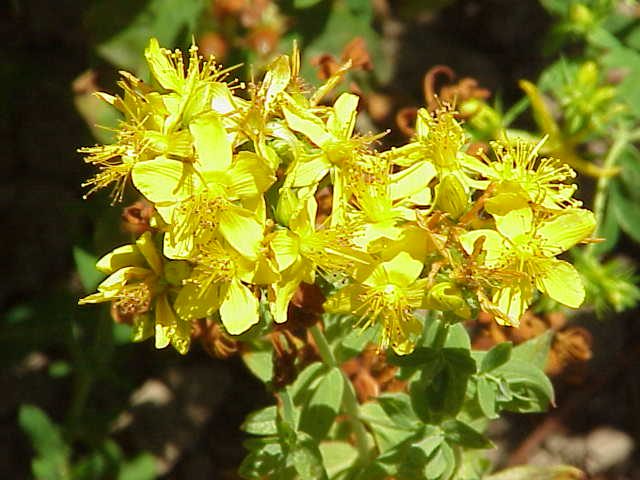
Hypericum quadrangulum

Hypericum schimperi 	Hypericum schlosseri 	Hypericum scioanum
Hypericum scopulorum 	Hypericum scouleri 	Hypericum sebasteum
Hypericum selaginella 	Hypericum seleri 	Hypericum sellowianum
Hypericum senanense 	Hypericum seniawini 	Hypericum senkakuinsulare
Hypericum septinervium 	Hypericum serpyllifolium 	Hypericum sessiliflorum
Hypericum sessilifolium 	Hypericum setiferum 	Hypericum setosum
Hypericum sewense 	Hypericum sherriffii 	Hypericum siamense
Hypericum sikokumontanum 	Hypericum silenoides 	Hypericum similans
Hypericum simonsii 	Hypericum simplex 	Hypericum simplicistylum
Hypericum simulans 	Hypericum sinaicum 	Hypericum sinense
Hypericum sintenisii 	Hypericum skouleri 	Hypericum socotranum
Hypericum somaliense 	Hypericum sonderi 	Hypericum songaricum
Hypericum sorgerae 	Hypericum spachianum 	Hypericum sparsiflorum
Hypericum spathulatum 	Hypericum speciosum 	Hypericum spectabile
Hypericum sphaerocarpum 	Hypericum spicatum 	Hypericum splendens
Hypericum spragueanum 	Hypericum sprucei 	Hypericum spruneri
Hypericum stagulum 	Hypericum stans 	Hypericum stellarioides

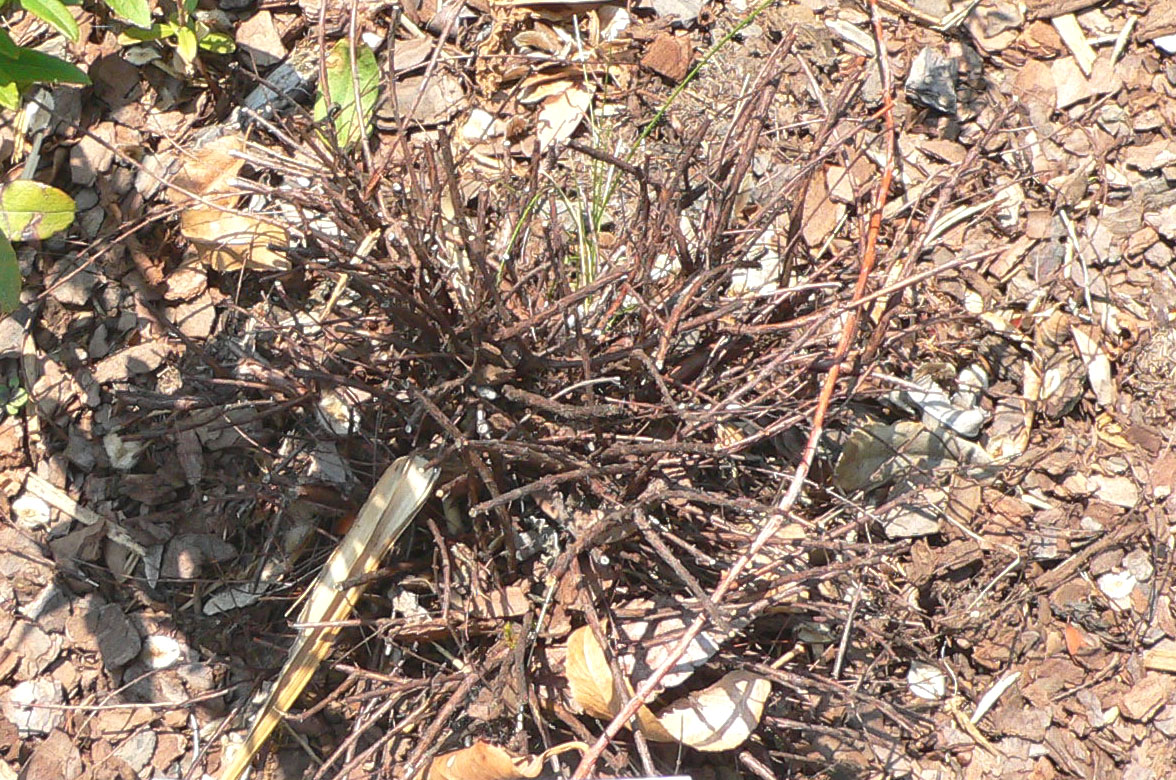
Hypericum reductum

Hypericum stellatum 	Hypericum stenobotrys 	Hypericum stenocarpum
Hypericum stenoclados 	Hypericum stenopetalum 	Hypericum stenophyllum
Hypericum steyermarkii 	Hypericum stigmatophorum 	Hypericum stolzii
Hypericum stragulum 	Hypericum strictum 	Hypericum struthifolium
Hypericum struthiolaefolium 	Hypericum struthiolifolium 	Hypericum stuebelii
Hypericum stylosum 	Hypericum styphelioides 	Hypericum subalatum
Hypericum subalpinum 	Hypericum subcordatum 	Hypericum suberosum
Hypericum subliberum 	Hypericum submontanum 	Hypericum subpetiolatum
Hypericum subquadrangulare 	Hypericum subrotundifolium 	Hypericum subsessile
Hypericum suffruticosum 	Hypericum sumatranum 	Hypericum supinum
Hypericum suzukianum 	Hypericum swertioides 	Hypericum synstylum
Hypericum taihezanense 	Hypericum taisanense 	Hypericum taiwanianum
Hypericum takeutianum 	Hypericum tamamum 	Hypericum tamanum
Hypericum tamariscinum 	Hypericum tapetoides 	Hypericum taqueti

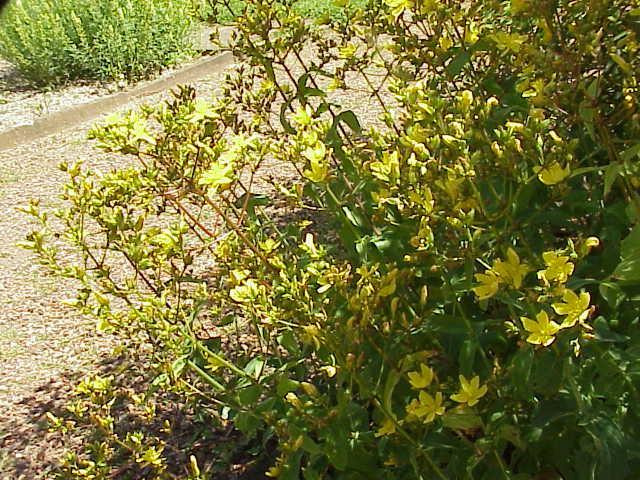
Hypericum tomentosum

Hypericum tarquense 	Hypericum tatewakii 	Hypericum tauberti
Hypericum tauricum 	Hypericum taygeteum 	Hypericum tempskyanum
Hypericum tenellum 	Hypericum tenuicaule 	Hypericum tenuifolium
Hypericum terrae 	Hypericum teretiusculum 	Hypericum ternatum
Hypericum ternum 	Hypericum tetrapetalum 	Hypericum tetrapterum
Hypericum tetrastichum 	Hypericum thasium 	Hypericum theodori
Hypericum thesiifolium 	Hypericum thomsonii 	Hypericum thoralfi
Hypericum thunbergii 	Hypericum thuyoides 	Hypericum thymbraefolium
Hypericum thymifolium 	Hypericum thymopsis 	Hypericum tinctorum
Hypericum tomentellum 	Hypericum tomentosum 	Hypericum tortuosum
Hypericum tosaense 	Hypericum tournefortii 	Hypericum trachyphyllum
Hypericum transsilvanicum 	Hypericum trichanthum 	Hypericum trichocaulon
Hypericum tridesmis 	Hypericum triflorum 	Hypericum trigonum
Hypericum trinervium 	Hypericum triplinerve 	Hypericum triquetrifolium
Hypericum tubulosum 	Hypericum turfosum 	Hypericum turgidum
Hypericum tymphresteum 	Hypericum uliginosum 	Hypericum ulugurense
Hypericum umbellatum 	Hypericum umbraculoides 	Hypericum umbrosum

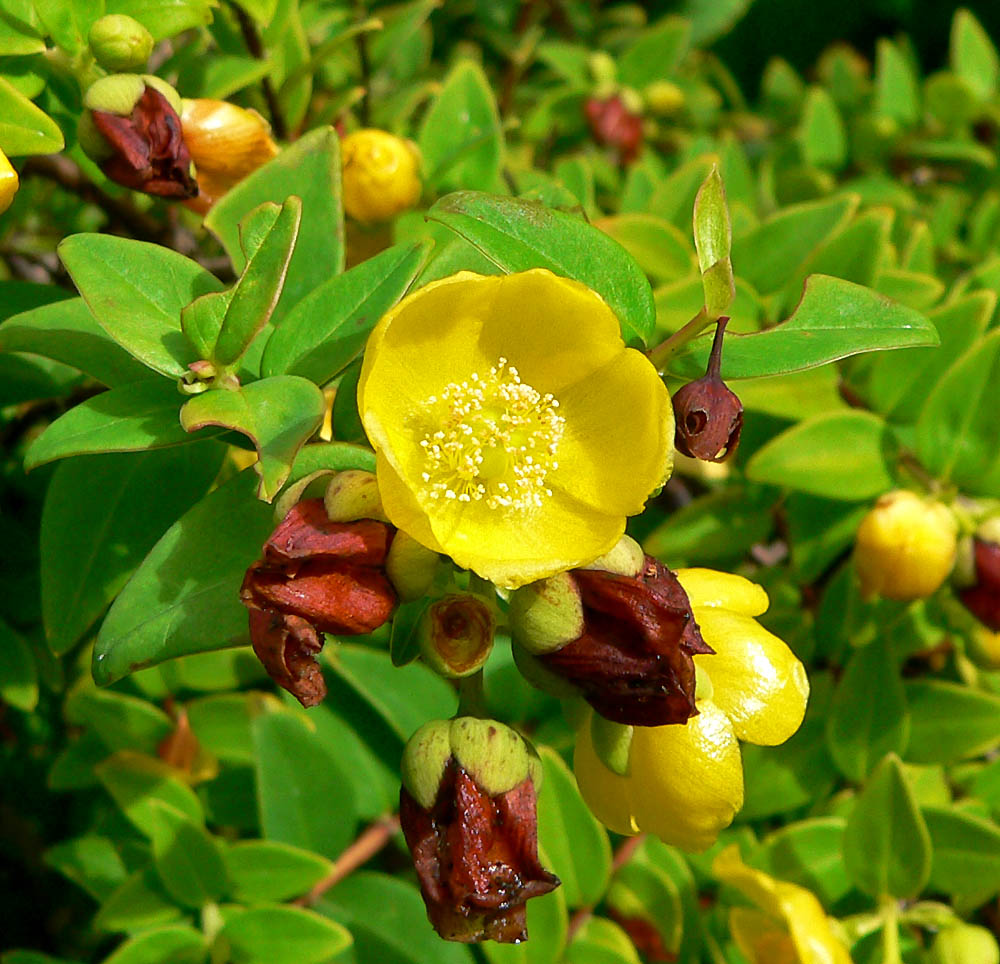
Hypericum uralum

Hypericum undulatum 	Hypericum uniflorum 	Hypericum uniglandulosum
Hypericum uralense 	Hypericum uraloides 	Hypericum uralum
Hypericum vacciniifolium 	Hypericum valleanum 	Hypericum vanioti
Hypericum velutinum 	Hypericum venosum 	Hypericum venustum
Hypericum vermiculare 	Hypericum veronense 	Hypericum verticillatum
Hypericum verrucosum 	Hypericum vesiculosum 	Hypericum villosum
Hypericum virgatum 	Hypericum virginicum 	Hypericum vulcanicum
Hypericum vulgare 	Hypericum walteri 	Hypericum weberbaueri
Hypericum webbii 	Hypericum webbianum 	Hypericum wichurae
Hypericum wightianum 	Hypericum williamsii 	Hypericum wilmsii
Hypericum wilsonii 	Hypericum woodii 	Hypericum woodianum
Hypericum woodsonii 	Hypericum wurdackii 	Hypericum xylosteifolium
Hypericum yabei 	Hypericum yajiroanum 	Hypericum yakeisidakense
Hypericum yakusimense 	Hypericum yamamotoanum 	Hypericum yamamotoi
Hypericum yezoense 	Hypericum yoitiense 	Hypericum yojiroan
Hypericum yunnanense 	Hypericum Hybriden

## Classificação do gênero
| Sistema | Classificação                         | Referência               |
| ------- | ------------------------------------- | ------------------------ |
| Linné   | Classe Polyadelphia, ordem Polyandria | Species plantarum (1753) |